# الأرنب (نجم)
الأرنب أو ألفا الأرنب Alpha Leporis اسمه التقليدي Arneb مشتق من الاسم العربية.
وهو ألمع نجم في كوكبة الأرنب وهو نجم شائخ ويعتقد أنه الآن في مرحلة الموت وقد أنهى مرحلة العملاق العظيم وهو الآن في مرحلة التقلص. ويوجد أعتقاد آخر بأنه يمر الآن في مرحلة العملاق العظيم مع كتلة أقل من 10 أضعاف كتلة الشمس. ويعتقد أن حياته ستنتهي كقزم أبيض. أما إذا كانت كتلته أكبر من المتوقع فإن سينتهي كمستعر أعظم.
يبعد عن الأرض 1300 سنة ضوئية ويملك قدر ظاهري يساوي 2.58